# إنديلوكسازين
إنديلوكسازين أو إلين أو نوين هو دواء مضاد للاكتئاب ومنشط لوظائف لدماغ   يُباع في في اليابان وكوريا الجنوبية بواسطة شركة يامنوتشي للتصنيعات الدوائية لعلاج الأعراض النفسية المرتبطة بأمراض الأوعية الدماغية، والاكتئاب الناتج من السكتة الدماغية، والاضطرابات العاطفية، وانعدام الإرادة. بدأ تسويق الدواء من عام 1988 إلى عام 1998، عندما سُحب من الأسواق بسبب نقص الفعالية.
يعمل إنديلوكسازين كمحفز لإفراز السيروتونين، ومثبط لإعادة امتصاص النورإبينفرين، ومضاد لمستقبلات NMDA. كما وُجد أنه يعزز من إطلاق الأسيتيل كولين في الدماغ الأمامي للفئران من خلال تنشيط مستقبلات 5-HT <sub id="mwGw">4</sub> ومن خلال عمله كمُحفز لإفراز للسيروتونين. ويتميز هذا الدواء بآثاره المنشطة للذهن،، وآثاره الوقائية للخلايا العصبية،  وآثاره المضادة للاختلاج، وتأثيراته المضادة للاكتئاب في النماذج الحيوانية.